# 5th Season
5th Season is het vierde album van Dreamscape, uitgebracht in 2007 door Massacre Records.

## Track listing
1. "Fed Up With" – 5:29
2. "Borderline" – 5:12
3. "5th Season" – 14:35
4. "Deja Vu" – 5:27
5. "Somebody" – 4:28
6. "Phenomenon" – 7:48
7. "Different" – 7:10
8. "Point Zero" – 7:57
9. "Farewell" – 5:06

## Band
- Roland Stoll - Zanger
- Wolfgang Kerinnis - Gitarist
- Benno Schmidtler - Bassist
- Jan Vacik - Toetsenist
- Michael Schwager - Drummer